# 엑토르 카스트로
엑토르 카스트로(Héctor Castro, 1904년 11월 29일 우루과이 몬테비데오 ~ 1960년 9월 15일)는 우루과이의 전 축구 선수이자 축구 감독이다. 카스트로는 13살 때, 사고로 오른쪽 팔이 절단되는 중상을 입은 탓에 팔이 하나밖에 없어서 엘 망코 (El manco)라는 별명을 얻었다.
카스트로는 1930년 FIFA 월드컵 당시에 맹활약을 펼쳐 결승전에서 우루과이가 아르헨티나를 누르고 월드컵 우승을 차지하는데 기여했으며, 더구나 우루과이가 1928년 하계 올림픽에서 금메달, 1926년 코파 아메리카와 1935년 코파 아메리카에서 우승을 차지하는 데에도 공헌하였다.
카스트로는 1923/24 시즌 클루브 나시오날 데 푸트볼에서 선수 생활을 시작했으며, 그가 활약하는 동안 나시오날은 우루과이 챔피언십에서 세 번 우승하였다. (1924년, 1933년, 1934년) 1936년 선수에서 은퇴한 카스트로는, 은퇴한 뒤 자신이 뛰던 나시오날의 감독을 맡았으며, 그가 감독으로 재직하는 동안 나시오날은 우루과이 챔피언십에서 총 다섯 번 우승하였다. (1940년, 1941년, 1942년, 1943년, 1952년)
1959년에는 잠시 우루과이 대표팀의 감독을 맡았고, 1960년 만 55세의 나이로 세상을 떠났다.